# The Hoober-Bloob Highway
The Hoober-Bloob Highway (Español: La autopista Hoober-Bloob) es un especial musical animado escrito por Dr. Seuss y producido por DePatie-Freleng Enterprises. El especial se emitió por primera vez el 19 de febrero de 1975 por CBS, y fue el último especial del Dr. Seuss producido para dicho canal. Seuss también compuso la letra de las canciones, las cuales fueron musicalizadas por Dean Elliot.
El Sr. Hoober-Bloob, un despachador de niños recién nacidos de algún lugar en el espacio exterior, se está preparando para enviar un nuevo bebé. Pero antes, le da la oportunidad  de decidir por sí mismo si quiere la vida de un ser humano. Así, le muestra los problemas reales y los placeres que enfrentan las personas en la vida. La historia sugiere que aunque las cosas pueden ir bastante mal, siempre hay algo que agradecer.

## Argumento
La autopista titular es un largo y devanante camino que lleva a la Tierra de un área alta en el espacio de donde los recién nacidos vienen. La trama gira en torno al niño recién nacido, quién intenta decidir que quiere de su vida, o incluso si quiere irse de ahí, antes de ser enviado por la autopista Hoober-Bloob para nacer.
El Sr. Hoober-Bloob, con la ayuda de un laúd con brazos y piernas que frecuentemente realiza solos rápidos (para molestia del Sr. Hoober-Bloob), explica al niño lo que se espera en una vida humana. Sus explicaciones son frecuentemente acompañadas por segmentos musicales del bebé, retratado como un chico preadolescente, en una situación inusual que acompaña la canción. Eventualmente, el bebé decide ir al mundo y el Sr. Hoober-Bloob felizmente empuja su carruaje hacia abajo a través de la autopista Hoober-Bloob.

## Reparto
- Bob Holt - Sr. Hoober-Bloob
- Hal Smith - Voces adicionales
- Thurl Ravenscroft - Coros/Voces adicionales (sin acreditar)
- Dallas McKennon - Voces adicionales (sin acreditar)
- Lennie Weinrib - Voces adicionales (sin acreditar)
- June Foray - Voces adicionales (sin acreditar)

## Recepción
The Hoober-Bloob Highway fue nominada a un Primetime Emmy, pero perdió contra Yes, Virginia. There's is a Santa Claus.